# Linia kolejowa Zakapyccie – Homel
Linia kolejowa Zakapyccie – Homel – linia kolejowa na Białorusi łącząca stację Zakapyccie i granicę państwową z Rosją ze stacją Homel. Jest to fragment linii Briańsk - Homel.
Linia położona jest w obwodzie homelskim. W całości jest niezelektryfikowana. W większości jednotorowa z wyjątkiem odcinka Biarozki - Homel.

## Historia
Linia Homel - Briańsk powstała w XIX w. w ramach poleskich dróg żelaznych.